# Immigration FC
Der Immigration Football Club ist ein malaysischer Fußballverein aus der Stadt Putrajaya. Aktuell spielt die Mannschaft in der höchsten Liga des Landes, der Malaysia Super League. Die Mannschaft ist auch unter dem Namen The Mighty Tigers bekannt.

## Geschichte
Der 2014 gegründete Verein spielte bis 2019 unterklassig, bevor der Aufstieg in die drittklassige Malaysia M3 League glückte. Von dort gelang 2023 der Sprung in die Malaysia Premier League und anschließend der sofortige Durchmarsch in die höchste Liga, der Malaysia Super League.

## Saisonplatzierung
| Saison  | Līga                    | Platz       | FA Cup   |
| ------- | ----------------------- | ----------- | -------- |
| 2019    | Kuala Lumpur League     | 2.          |          |
| 2020    | Malaysia M3 League      | abgebrochen | 1. Runde |
| 2021    | Malaysia M3 League      | abgesagt    |          |
| 2022    | Malaysia M3 League      | 4.          | Vorrunde |
| 2023    | Malaysia M3 League      | 1.          | 2. Runde |
| 2024/25 | Malaysia Premier League | 2.          |          |
| 2025/26 | Malaysia Super League   |             |          |

Die Spielzeiten 2020 und 2021 wurden wegen der COVID-19-Pandemie abgebrochen bzw. abgesagt.

## Stadion
Seine Heimspiele trägt der Verein im 40.000 Zuschauer fassenden Penang State Stadium in der Stadt Penang aus. Als man noch unterklassig spielte, wurden die Partien im USIM Stadium (1.000 Plätze) in Nilai ausgetragen. 